# MBC 뉴스데스크
《MBC 뉴스데스크》(영어: MBC NEWSDESK)는 MBC TV에서 매주 평일 오후 7시 40분, 주말 오후 7시 55분에 방송 중인 메인 뉴스 프로그램이다.

## 프로그램 소개
보다 깊이 있는 분석이 가미된 MBC 메인 뉴스 프로그램

## 역사
1969년 8월 8일 MBC-TV가 개국한 이후, 1년 2개월 만인 1970년 10월 5일 메인 뉴스 프로그램인 《MBC 뉴스데스크》가 최초로 방송을 시작하였다. 초기 방송 시간은 밤 10시였으나, 1976년 4월 11일에는 방송 시간이 밤 9시대로 앞당겨졌고, 같은 해 4월 23일에는 정부의 외래어 순화 정책에 따라 프로그램 명칭이 《뉴스의 현장》으로 변경되었다.
1980년 12월 15일부터 컬러방송을 등장하여, 현재의 명칭인 《뉴스데스크》로 다시 변경되어 지금까지 사용되고 있다.
오랜 기간 동안 밤 9시에 고정 편성되어 방송되었으나, 주말은 2010년 11월 6일부터, 평일은 2012년 11월 5일부터 방송 시간이 저녁 시간대로 조정되는 변화를 겪었다.
2017년 12월 8일부터 《MBC 뉴스》가 대체 편성되었으며, 12월 26일부터 정상 방송을 재개하였다.
2020년 6월 29일부터 평일 1부와 2부로 나누어 확대 편성되었으며, 2021년 6월 21일 중간광고 도입에 따라, 평일 1부와 2부로 합쳐서 방송 시간이 기존 90분에서 75분으로 축소되었으며, 오늘날까지 이르고 있다.
일요일 방송의 뉴스 프로그램은 1981년 3월 16일 《MBC 뉴스센터》의 분리를 기점으로 변화가 시작되었으며, 1984년 10월 28일 《MBC 뉴스데스크》로 통합되었다. 1989년 4월 19일부터 《MBC 뉴스센터》로 다시 분리되었으나, 같은 해 11월 5일에 《MBC 뉴스데스크》로 재통합되었다. 1991년 4월 22일부터는 《MBC 뉴스센터》으로 다시 분리되었고, 1993년 10월 24일부터 《MBC 뉴스데스크》로 통합되어 현재에 이르고 있다.

## 방송 시간
- 현재 방송 시간 중 평일은 2021년 6월 21일부터 기준으로 하고 주말은 2022년 6월 18일부터 기준으로 한다.

### 평일
| 방송 채널 | 방송 기간                        | 방송 시간 | 방송 분량                                                          |
| --------- | -------------------------------- | --- | ------------------------------------------------------------------ |
| MBC TV    | 1970년 10월 5~23일               | 매주 평일 밤 10시 30분~밤 11시 30분                                                                                            | 1시간                                                              |
| MBC TV    | 1971년 10월 4~8일                | 매주 월요일 밤 10시 15분~밤 10시 45분 화~금요일 밤 10시~오후 10시 25분                                                         | 월요일 : 30분 화요일 ~ 금요일 : 25분                               |
| MBC TV    | 1971년 10월 11일~1972년 2월 4일  | 매주 평일 밤 10시 ~ 밤 10시 25분                                                                                               | 25분                                                               |
| MBC TV    | 1972년 2월 7일~10월 6일          | 매주 평일 밤 10시 ~ 밤 10시 30분                                                                                               | 30분                                                               |
| MBC TV    | 1972년 10월 16일~1975년 1월 24일 | 매주 평일 밤 10시 ~ 밤 10시 30분                                                                                               | 30분                                                               |
| MBC TV    | 1975년 4월 28일~1976년 4월 9일   | 매주 평일 밤 10시 ~ 밤 10시 30분                                                                                               | 30분                                                               |
| MBC TV    | 1972년 10월 10~13일              | 매주 평일 밤 10시 ~ 밤 10시 20분                                                                                               | 20분                                                               |
| MBC TV    | 1975년 1월 27일~4월 25일         | 매주 평일 밤 10시 ~ 밤 10시 35분                                                                                               | 35분                                                               |
| MBC TV    | 1976년 4월 12일~1977년 4월 15일  | 매주 평일 밤 9시 ~ 밤 9시 25분                                                                                                 | 25분                                                               |
| MBC TV    | 1977년 4월 18일~1980년 2월 29일  | 매주 평일 밤 9시 ~ 밤 9시 30분                                                                                                 | 30분                                                               |
| MBC TV    | 1996년 12월 30~31일              | 매주 평일 밤 9시 ~ 밤 9시 30분                                                                                                 | 30분                                                               |
| MBC TV    | 1997년 1월 2일                   | 목요일 밤 9시 ~ 밤 9시 30분 | 30분                                                               |
| MBC TV    | 1980년 3월 3일~12월 12일         | 매주 평일 밤 9시 ~ 밤 9시 40분                                                                                                 | 40분                                                               |
| MBC TV    | 1981년 10월 5일~1984년 4월 13일  | 매주 평일 밤 9시 ~ 밤 9시 40분                                                                                                 | 40분                                                               |
| MBC TV    | 1989년 10월 30일~1990년 4월 27일 | 매주 평일 밤 9시 ~ 밤 9시 40분                                                                                                 | 40분                                                               |
| MBC TV    | 1980년 12월 15일~1981년 10월 2일 | 매주 평일 밤 9시 ~ 밤 9시 35분                                                                                                 | 35분                                                               |
| MBC TV    | 1984년 4월 16일~1987년 5월 8일   | 매주 평일 밤 9시 ~ 밤 9시 45분                                                                                                 | 45분                                                               |
| MBC TV    | 1989년 4월 24일~10월 29일        | 매주 평일 밤 9시 ~ 밤 9시 45분                                                                                                 | 45분                                                               |
| MBC TV    | 1991년 10월 7일~1996년 12월 27일 | 매주 평일 밤 9시 ~ 밤 9시 45분                                                                                                 | 45분                                                               |
| MBC TV    | 1997년 1월 3일                   | 매주 평일 밤 9시 ~ 밤 9시 45분                                                                                                 | 45분                                                               |
| MBC TV    | 1987년 5월 11일~1989년 4월 21일  | 매주 평일 밤 9시 ~ 밤 9시 55분                                                                                                 | 50분                                                               |
| MBC TV    | 1990년 4월 30일~10월 4일         | 매주 평일 밤 9시 ~ 밤 9시 55분                                                                                                 | 50분                                                               |
| MBC TV    | 1997년 1월 6일~2000년 5월 12일   | 매주 평일 밤 9시 ~ 밤 9시 55분                                                                                                 | 50분                                                               |
| MBC TV    | 1997년 1월 1일                   | 수요일 밤 9시 ~ 밤 9시 55분 | 55분                                                               |
| MBC TV    | 2000년 5월 15일~2010년 4월 2일   | 매주 평일 저녁 8시 55분 ~ 밤 9시 50분                                                                                          | 55분                                                               |
| MBC TV    | 2010년 5월 17~21일               | 매주 평일 저녁 8시 55분 ~ 밤 9시 50분                                                                                          | 55분                                                               |
| MBC TV    | 2010년 11월 1~5일                | 매주 평일 저녁 8시 55분 ~ 밤 9시 50분                                                                                          | 55분                                                               |
| MBC TV    | 2010년 11월 29일~12월 17일       | 매주 평일 저녁 8시 55분 ~ 밤 9시 50분                                                                                          | 55분                                                               |
| MBC TV    | 2012년 7월 2일~11월 2일          | 매주 평일 저녁 8시 55분 ~ 밤 9시 50분                                                                                          | 55분                                                               |
| MBC TV    | 2010년 4월 5일~5월 14일          | 매주 평일 저녁 8시 55분 ~ 밤 9시 35분                                                                                          | 40분                                                               |
| MBC TV    | 2010년 11월 22일                 | 매주 평일 저녁 8시 55분 ~ 밤 9시 55분                                                                                          | 1시간                                                              |
| MBC TV    | 2010년 12월 20일~2012년 1월 27일 | 매주 평일 저녁 8시 55분 ~ 밤 9시 55분                                                                                          | 1시간                                                              |
| MBC TV    | 2012년 1월 30일~2월 17일         | 매주 평일 저녁 8시 55분 ~ 밤 9시 20분                                                                                          | 25분                                                               |
| MBC TV    | 2012년 2월 20일~5월 11일         | 매주 평일 저녁 8시 55분 ~ 밤 9시 30분                                                                                          | 35분                                                               |
| MBC TV    | 2010년 5월 24일~10월 29일        | 매주 평일 저녁 8시 55분 ~ 밤 9시 45분                                                                                          | 50분                                                               |
| MBC TV    | 2012년 5월 14일~6월 29일         | 매주 평일 저녁 8시 55분 ~ 밤 9시 45분                                                                                          | 50분                                                               |
| MBC TV    | 2012년 11월 5일~2013년 4월 12일  | 매주 평일 저녁 8시 ~ 저녁 8시 50분                                                                                             | 50분                                                               |
| MBC TV    | 2013년 4월 15일~2017년 9월 1일   | 매주 평일 저녁 8시 ~ 저녁 8시 55분                                                                                             | 55분                                                               |
| MBC TV    | 2017년 12월 26일~2018년 9월 14일 | 매주 평일 저녁 8시 ~ 저녁 8시 55분                                                                                             | 55분                                                               |
| MBC TV    | 2017년 9월 4~15일                | 매주 평일 저녁 7시 55분 ~ 저녁 8시 45분                                                                                        | 50분                                                               |
| MBC TV    | 2017년 9월 18일~12월 25일        | 매주 평일 저녁 7시 55분 ~ 저녁 8시 35분                                                                                        | 40분                                                               |
| MBC TV    | 2018년 9월 17일~12월 14일        | 매주 월~목요일 저녁 7시 55분 ~ 저녁 8시 55분 금요일 저녁 7시 55분 ~ 저녁 8시 50분                                              | 월요일 ~ 목요일 : 1시간 금요일 : 55분                              |
| MBC TV    | 2018년 12월 24일~2019년 3월 15일 | 매주 월~목요일 저녁 7시 55분 ~ 저녁 8시 55분 금요일 저녁 7시 55분 ~ 저녁 8시 50분                                              | 월요일 ~ 목요일 : 1시간 금요일 : 55분                              |
| MBC TV    | 2018년 12월 17~21일              | 매주 월요일, 수~목요일 저녁 7시 55분 ~ 저녁 8시 55분 화요일 저녁 7시 45분 ~ 저녁 8시 55분 금요일 저녁 7시 55분 ~ 저녁 8시 50분 | 월요일 , 수요일 ~ 목요일 : 1시간 화요일 : 1시간 10분 금요일 : 55분 |
| MBC TV    | 2019년 3월 18일~2020년 3월 24일  | 매주 월요일 ~ 목요일 저녁 7시 30분 ~ 저녁 8시 55분 금요일 저녁 7시 30분 ~ 저녁 8시 30분                                        | 월요일 ~ 목요일 : 1시간 25분 금요일 : 1시간                        |
| MBC TV    | 2020년 3월 25일~6월 26일         | 매주 월요일 ~ 목요일 저녁 7시 35분 ~ 저녁 8시 55분 금요일 저녁 7시 35분 ~ 저녁 8시 30분                                        | 월요일 ~ 목요일 : 1시간 20분 금요일 : 55분                         |
| MBC TV    | 2020년 6월 29일~9월 11일         | 매주 월요일 ~ 목요일 저녁 7시 55분 ~밤 9시 30분 금요일 저녁 7시 55분 ~ 저녁 8시 50분                                           | 월요일 ~ 목요일 : 1시간 35분 금요일 : 55분                         |
| MBC TV    | 2020년 9월 14일~2021년 6월 18일  | 매주 월요일 ~ 목요일 저녁 7시 50분 ~ 밤 9시 20분 금요일 저녁 7시 50분 ~ 밤 8시 45분                                            | 월요일 ~ 목요일 : 1시간 30분 금요일 : 55분                         |
| MBC TV    | 2021년 6월 21일~ 현재            | 매주 월요일 ~ 목요일 저녁 7시 40분 ~ 밤 9시 금요일 저녁 7시 40분 ~ 저녁 8시 40분                                               | 월요일 ~ 목요일 : 1시간 20분 금요일 : 1시간                        |

### 주말
| 방송 채널 | 방송 기간                         | 방송 시간                                                                      | 방송 분량                   |
| --------- | --------------------------------- | ------------------------------------------------------------------------------ | --------------------------- |
| MBC TV    | 1975년 4월 12~13일                | 매주 토요일 밤 10시 ~ 밤 10시 25분 일요일 밤 9시 35분 ~ 밤 9시 55분            | 토요일 : 25분 일요일 : 20분 |
| MBC TV    | 1975년 4월 19일~5월 11일          | 매주 토요일 밤 10시 5분 ~ 밤 10시 25분 일요일 밤 9시 30분 ~ 밤 9시 50분        | 20분                        |
| MBC TV    | 1975년 5월 17~18일                | 매주 토요일 밤 10시 5분 ~ 밤 10시 25분 일요일 밤 9시 40분 ~ 밤 10시 10분       | 토요일 : 25분 일요일 : 30분 |
| MBC TV    | 1975년 7월 5~27일                 | 매주 토요일 밤 10시 5분 ~ 밤 10시 25분 일요일 밤 9시 40분 ~ 밤 10시 10분       | 토요일 : 25분 일요일 : 30분 |
| MBC TV    | 1975년 5월 24일~6월 1일           | 매주 토요일 밤 10시 5분 ~ 밤 10시 25분 일요일 밤 9시 30분 ~ 밤 10시 15분       | 토요일 : 20분 일요일 : 45분 |
| MBC TV    | 1975년 6월 7~15일                 | 매주 토요일 밤 10시 5분 ~ 밤 10시 25분 일요일 밤 9시 40분 ~ 밤 10시 15분       | 토요일 : 20분 일요일 : 35분 |
| MBC TV    | 1975년 6월 21~29일                | 매주 토요일 밤 10시 15분 ~ 밤 10시 30분 일요일 밤 9시 30분 ~ 밤 9시 55분       | 토요일 : 15분 일요일 : 25분 |
| MBC TV    | 1975년 8월 2일~10월 5일           | 매주 토요일 밤 10시 5분 ~ 밤 10시 25분 일요일 밤 9시 40분 ~ 밤 10시            | 20분                        |
| MBC TV    | 1975년 10월 11~12일               | 매주 토요일 밤 10시 20분 ~ 밤 10시 40분 일요일 밤 9시 55분 ~ 밤 10시 15분      | 20분                        |
| MBC TV    | 1975년 10월 18~11일               | 매주 토요일 밤 10시 ~ 밤 10시 20분 일요일 밤 9시 35분 ~ 밤 9시 55분            | 20분                        |
| MBC TV    | 1976년 2월 7~22일                 | 매주 토요일 밤 10시 ~ 밤 10시 20분 일요일 밤 9시 35분 ~ 밤 9시 55분            | 20분                        |
| MBC TV    | 1976년 1월 17~18일                | 매주 토요일 밤 9시 ~ 밤 9시 25분 일요일 밤 9시 5분 ~ 밤 9시 25분               | 토요일 : 25분 일요일 : 20분 |
| MBC TV    | 1976년 1월 24~30일                | 매주 토요일 밤 10시 ~ 밤 10시 30분 일요일 밤 9시 5분 ~ 밤 9시 25분             | 토요일 : 30분 일요일 : 20분 |
| MBC TV    | 1976년 1월 31일~2월 1일           | 매주 토요일 밤 10시 ~ 밤 10시 35분 일요일 밤 9시 5분 ~ 밤 9시 25분             | 토요일 : 35분 일요일 : 20분 |
| MBC TV    | 1976년 2월 28일~29일              | 주말 밤 10시 ~ 밤 10시 25분                                                    | 25분                        |
| MBC TV    | 1976년 3월 6~28일                 | 매주 토요일 밤 10시 ~ 밤 10시 20분 일요일 밤 9시 35분 ~ 밤 10시                | 토요일 : 20분 일요일 : 35분 |
| MBC TV    | 1976년 4월 3~11일                 | 매주 주말 밤 10시 ~ 밤 10시 20분                                               | 20분                        |
| MBC TV    | 1976년 4월 17일~5월 2일           | 매주 토요일 밤 9시 ~ 밤 9시 25분 일요일 밤 9시 25분 ~ 밤 9시 40분              | 토요일 : 25분 일요일 : 20분 |
| MBC TV    | 1976년 5월 8일~10월 17일          | 매주 토요일 밤 9시 ~ 밤 9시 25분 일요일 밤 9시 25분 ~ 밤 9시 50분              | 25분                        |
| MBC TV    | 1976년 10월 23일~12월 19일        | 매주 토요일 밤 9시 35분 ~ 밤 9시 55분 일요일 밤 9시 30분 ~ 밤 9시 55분         | 토요일 : 20분 일요일 : 25분 |
| MBC TV    | 1976년 12월 25~26일               | 매주 주말 밤 9시 30분 ~ 밤 9시 55분                                            | 25분                        |
| MBC TV    | 1977년 1월 8~9일                  | 매주 주말 밤 9시 30분 ~ 밤 9시 55분                                            | 25분                        |
| MBC TV    | 1977년 2월 5일~6월 19일           | 매주 주말 밤 9시 30분 ~ 밤 9시 55분                                            | 25분                        |
| MBC TV    | 1977년 7월 2~3일                  | 매주 주말 밤 9시 30분 ~ 밤 9시 55분                                            | 25분                        |
| MBC TV    | 1977년 8월 6~28일                 | 매주 주말 밤 9시 30분 ~ 밤 9시 55분                                            | 25분                        |
| MBC TV    | 1977년 9월 24일~1978년 5월 28일   | 매주 주말 밤 9시 30분 ~ 밤 9시 55분                                            | 25분                        |
| MBC TV    | 1978년 6월 17일~7월 9일           | 매주 주말 밤 9시 30분 ~ 밤 9시 55분                                            | 25분                        |
| MBC TV    | 1977년 1월 15~16일                | 매주 토요일 밤 9시 55분 ~ 밤 10시 15분 일요일 밤 9시 30분 ~ 밤 9시 55분        | 토요일 : 20분 일요일 : 25분 |
| MBC TV    | 1977년 1월 22~30일                | 매주 토요일 밤 9시 35분 ~ 밤 10시 일요일 밤 10시 ~ 밤 10시 25분                | 25분                        |
| MBC TV    | 1977년 6월 25일~26일              | 주말 밤 9시 25분 ~ 밤 9시 45분                                                 | 20분                        |
| MBC TV    | 1977년 7월 9일~10일               | 매주 토요일 밤 9시 30분 ~ 밤 9시 55분 일요일 밤 9시 35분 ~ 밤 9시 55분         | 토요일 : 25분 일요일 : 20분 |
| MBC TV    | 1977년 7월 16~17일                | 매주 토요일 밤 9시 ~ 밤 9시 25분 일요일 밤 9시 40분 ~ 밤 10시                  | 토요일 : 25분 일요일 : 20분 |
| MBC TV    | 1977년 7월 23~31일                | 매주 토요일 밤 9시 30분 ~ 밤 9시 55분 일요일 밤 9시 30분 ~ 밤 10시             | 토요일 : 25분 일요일 : 30분 |
| MBC TV    | 1977년 9월 3~4일                  | 매주 토요일 밤 9시 30분 ~ 밤 9시 55분 일요일 밤 10시 30분 ~ 밤 11시            | 토요일 : 25분 일요일 : 30분 |
| MBC TV    | 1977년 9월 10~18일                | 매주 토요일 밤 9시 30분 ~ 밤 9시 55분 일요일 밤 9시 40분 ~ 밤 10시 10분        | 토요일 : 25분 일요일 : 30분 |
| MBC TV    | 1978년 6월 3~11일                 | 매주 토요일 밤 9시 ~ 밤 9시 25분 일요일 밤 9시 30분 ~ 밤 9시 55분              | 25분                        |
| MBC TV    | 1978년 7월 15~16일                | 매주 토요일 밤 9시 35분 ~ 밤 10시 5분 일요일 밤 9시 10분 ~ 밤 9시 40분         | 30분                        |
| MBC TV    | 1978년 7월 22~23일                | 매주 토요일 밤 9시 35분 ~ 밤 10시 일요일 밤 9시 10분 ~ 밤 9시 35분             | 25분                        |
| MBC TV    | 1978년 7월 29일~1978년 10월 15일  | 매주 토요일 밤 9시 35분 ~ 밤 10시 일요일 밤 9시 10분 ~ 밤 9시 30분             | 토요일 : 25분 일요일 : 20분 |
| MBC TV    | 1978년 10월 21일~12월 30일        | 매주 주말 밤 9시 ~ 밤 9시 25분                                                 | 25분                        |
| MBC TV    | 1979년 1월 27~28일                | 매주 주말 밤 9시 ~ 밤 9시 25분                                                 | 25분                        |
| MBC TV    | 1979년 3월 3일~1980년 7월 20일    | 매주 주말 밤 9시 ~ 밤 9시 25분                                                 | 25분                        |
| MBC TV    | 1980년 9월 20일~11월 9일          | 매주 주말 밤 9시 ~ 밤 9시 25분                                                 | 25분                        |
| MBC TV    | 1980년 12월 20일~1981년 3월 15일  | 매주 주말 밤 9시 ~ 밤 9시 25분                                                 | 25분                        |
| MBC TV    | 1979년 1월 6~14일                 | 매주 토요일 밤 9시 ~ 밤 9시 30분 일요일 밤 9시 ~ 밤 9시 25분                   | 토요일 : 30분 일요일 : 25분 |
| MBC TV    | 1979년 1월 20~31일                | 매주 토요일 저녁 8시 50분 ~ 밤 9시 15분 일요일 밤 9시 ~ 밤 9시 25분            | 25분                        |
| MBC TV    | 1979년 2월 3~25일                 | 매주 토요일 밤 9시 35분 ~ 밤 9시 55분 일요일 밤 9시 ~ 밤 9시 25분              | 토요일 : 20분 일요일 : 25분 |
| MBC TV    | 1980년 7월 26일~9월 14일          | 매주 주말 밤 9시 ~ 밤 9시 30분                                                 | 30분                        |
| MBC TV    | 1985년 5월 4일~1988년 5월 8일     | 매주 주말 밤 9시 ~ 밤 9시 30분                                                 | 30분                        |
| MBC TV    | 1989년 11월 4~5일                 | 매주 주말 밤 9시 ~ 밤 9시 30분                                                 | 30분                        |
| MBC TV    | 1990년 4월 7일~1991년 4월 21일    | 매주 주말 밤 9시 ~ 밤 9시 30분                                                 | 30분                        |
| MBC TV    | 1994년 2월 26일~10월 16일         | 매주 주말 밤 9시 ~ 밤 9시 30분                                                 | 30분                        |
| MBC TV    | 1995년 2월 4일~1998년 8월 9일     | 매주 주말 밤 9시 ~ 밤 9시 30분                                                 | 30분                        |
| MBC TV    | 1980년 11월 15일~12월 14일        | 매주 주말 저녁 8시 35분 ~ 밤 9시                                               | 25분                        |
| MBC TV    | 1981년 3월 21일~22일              | 주말 저녁 8시 30분 ~ 저녁 8시 55분                                             | 25분                        |
| MBC TV    | 1981년 3월 28일~4월 19일          | 매주 주말 밤 9시 ~ 밤 9시 35분                                                 | 35분                        |
| MBC TV    | 1981년 7월 11~19일                | 매주 주말 밤 9시 ~ 밤 9시 35분                                                 | 35분                        |
| MBC TV    | 1981년 4월 25일~26일              | 주말 밤 9시 15분 ~ 밤 9시 50분                                                 | 35분                        |
| MBC TV    | 1981년 5월 2~17일                 | 매주 주말 밤 9시 ~ 밤 9시 40분                                                 | 40분                        |
| MBC TV    | 1981년 5월 30일~6월 28일          | 매주 주말 밤 9시 ~ 밤 9시 40분                                                 | 40분                        |
| MBC TV    | 1981년 8월 1일~1982년 1월 3일     | 매주 주말 밤 9시 ~ 밤 9시 40분                                                 | 40분                        |
| MBC TV    | 1981년 5월 23일~24일              | 주말 밤 9시 ~ 밤 9시 25분                                                      | 25분                        |
| MBC TV    | 1981년 7월 4일                    | 토요일 밤 9시 ~ 밤 9시 55분                                                    | 55분                        |
| MBC TV    | 1981년 7월 25일                   | 토요일 밤 9시 25분 ~ 밤 10시                                                   | 35분                        |
| MBC TV    | 1982년 1월 8일~1983년 3월 26일    | 매주 토요일 밤 9시 ~ 밤 9시 30분                                               | 30분                        |
| MBC TV    | 1983년 11월 5일~1984년 10월 20일  | 매주 토요일 밤 9시 ~ 밤 9시 30분                                               | 30분                        |
| MBC TV    | 1983년 4월 2일~10월 29일          | 매주 토요일 저녁 8시 55분 ~ 밤 9시 25분                                        | 30분                        |
| MBC TV    | 1984년 10월 27일~1985년 4월 20일  | 매주 토요일 밤 9시 ~ 밤 9시 30분                                               | 30분                        |
| MBC TV    | 1985년 4월 27일                   | 매주 토요일 밤 9시 ~ 밤 10시                                                   | 1시간                       |
| MBC TV    | 1987년 3월 1일                    | 일요일 밤 9시 50분 ~ 밤 10시 10분                                              | 20분                        |
| MBC TV    | 1988년 5월 14~27일                | 매주 토요일 밤 9시 ~ 밤 9시 25분                                               | 25분                        |
| MBC TV    | 1989년 6월 3일~10월 29일          | 매주 주말 밤 9시 ~ 밤 9시 25분                                                 | 25분                        |
| MBC TV    | 1989년 11월 11~12일               | 매주 토요일 밤 9시 ~ 밤 9시 30분 일요일 밤 9시 ~ 밤 9시 25분                   | 토요일 : 30분 일요일 : 25분 |
| MBC TV    | 1989년 11월 18일~1990년 4월 1일   | 매주 주말 밤 9시 ~ 밤 9시 25분                                                 | 25분                        |
| MBC TV    | 1991년 4월 27일~10월 6일          | 매주 주말 밤 9시 ~ 밤 9시 45분                                                 | 45분                        |
| MBC TV    | 1991년 10월 12일~1993년 10월 17일 | 매주 주말 밤 9시 ~ 밤 9시 40분                                                 | 40분                        |
| MBC TV    | 1993년 10월 23일~1994년 2월 20일  | 매주 주말 밤 9시 ~ 밤 9시 45분                                                 | 45분                        |
| MBC TV    | 1994년 10월 22일~1995년 1월 29일  | 매주 주말 밤 9시 ~ 밤 9시 40분                                                 | 40분                        |
| MBC TV    | 1998년 8월 15일~2000년 5월 14일   | 매주 주말 밤 9시 ~ 밤 9시 35분                                                 | 35분                        |
| MBC TV    | 2000년 5월 20일~2005년 4월 16일   | 매주 주말 저녁 8시 55분 ~ 밤 9시 35분                                          | 40분                        |
| MBC TV    | 2008년 5월 31일~2010년 10월 31일  | 매주 주말 저녁 8시 55분 ~ 밤 9시 35분                                          | 40분                        |
| MBC TV    | 2005년 4월 23일~2008년 5월 25일   | 매주 주말 저녁 8시 55분 ~ 밤 9시 30분                                          | 35분                        |
| MBC TV    | 2010년 11월 6일~2013년 4월 14일   | 매주 주말 저녁 8시 ~ 밤 8시 40분                                               | 45분                        |
| MBC TV    | 2013년 4월 20일~2017년 9월 3일    | 매주 주말 저녁 8시 ~ 저녁 8시 45분                                             | 50분                        |
| MBC TV    | 2018년 3월 31일~2020년 5월 24일   | 매주 주말 저녁 8시 ~ 저녁 8시 45분                                             | 50분                        |
| MBC TV    | 2017년 9월 9~10일                 | 매주 주말 저녁 7시 55분 ~ 저녁 8시 35분                                        | 40분                        |
| MBC TV    | 2017년 12월 30일~2018년 3월 25일  | 매주 주말 저녁 7시 55분 ~ 저녁 8시 35분                                        | 40분                        |
| MBC TV    | 2017년 9월 16일~12월 24일         | 매주 주말 저녁 7시 55분 ~ 저녁 8시 30분                                        | 35분                        |
| MBC TV    | 2020년 5월 30일~2021년 6월 20일   | 매주 토요일 저녁 7시 55분 ~ 저녁 8시 45분 일요일 저녁 7시 55분 ~ 저녁 8시 25분 | 토요일 : 50분 일요일 : 30분 |
| MBC TV    | 2021년 6월 26일~2022년 4월 17일   | 매주 토요일 저녁 7시 55분 ~ 저녁 8시 45분 일요일 저녁 7시 50분 ~ 저녁 8시 25분 | 토요일 : 50분 일요일 : 35분 |
| MBC TV    | 2022년 4월 23일~6월 12일          | 매주 토요일 저녁 7시 55분 ~ 저녁 8시 35분 일요일 저녁 7시 50분 ~ 저녁 8시 20분 | 토요일 : 40분 일요일 : 30분 |
| MBC TV    | 2022년 6월 18일~ 현재             | 매주 토요일 저녁 7시 55분 ~ 저녁 8시 35분 일요일 저녁 7시 55분 ~ 저녁 8시 30분 | 토요일 : 40분 일요일 : 35분 |

## 앵커
- 현재 앵커 중 평일은 2024년 5월 20일부터 기준으로 하고 주말은 2025년 1월 25일부터 기준으로 한다.

### 평일
| 대수 | 진행자 | 진행자 | 진행 기간                            | 비고          |       |
| 대수 | 남성   | 여성   | 진행 기간                            | 비고          |       |
| ---- | ------ | ------ | ------------------------------------ | ------------- | ----- |
| 1대  | 박근숙 | 빈칸   | 1970년대 초반                        |               |       |
| 2대  | 김기주 | 빈칸   | 1970년대 초반                        |               |       |
| 3대  | 곽노환 | 빈칸   | 1970년대                             |               |       |
| 4대  | 김창식 | 빈칸   | 1970년대                             |               |       |
| 5대  | 형진한 | 빈칸   | 1970년대                             |               |       |
| 6대  | 이은명 | 빈칸   | 1970년대                             |               |       |
| 7대  | 이영익 | 빈칸   | 1970년대                             |               |       |
| 8대  | 김기도 | 빈칸   | 1970년대                             |               |       |
| 9대  | 하순봉 | 빈칸   | 1970년대 후반 ~ 1980년 일자 미상     |               |       |
| 10대 | 정병수 | 빈칸   | 1970년대 후반 ~ 1981년 5월 일자 미상 |               |       |
| 11대 | 이득렬 | 빈칸   | 1974년 일자 미상 ~ 1987년 4월 30일   |               |       |
| 12대 | 강성구 | 빈칸   | 1987년 5월 1일 ~ 1988년 5월 6일      | [ 3 ]         |       |
| 13대 | 강성구 | 백지연 | 1988년 5월 9일 ~ 1988년 11월 1일     |               |       |
| 14대 | 추성춘 | 백지연 | 1988년 11월 7일 ~ 1989년 8월 31일    |               |       |
| 15대 | 엄기영 | 백지연 | 1989년 10월 9일 ~ 1992년 9월 4일     |               |       |
| 16대 | 엄기영 | 김지은 | 1992년 9월 7일 ~ 1993년 4월 9일      |               |       |
| 17대 | 엄기영 | 백지연 | 1993년 4월 12일~ 1994년 9월 16일     |               | [ 4 ] |
| 18대 | 엄기영 | 정혜정 | 1994년 9월 19일 ~ 1995년 9월 29일    |               |       |
| 20대 | 엄기영 | 김은주 | 1996년 8월 12일 ~ 1996년 11월 8일    | [ 5 ]         |       |
| 21대 | 이인용 | 김지은 | 1996년 11월 11일 ~ 1997년 9월 19일   | [ 6 ]         |       |
| 22대 | 이인용 | 정혜정 | 1997년 9월 22일 ~ 1999년 4월 23일    | [ 7 ]         |       |
| 23대 | 이인용 | 김은혜 | 1999년 4월 26일 ~ 2000년 10월 27일   | [ 8 ]         |       |
| 24대 | 권재홍 | 김주하 | 2000년 10월 30일 ~ 2001년 12월 31일  | [ 10 ]        |       |
| 25대 | 엄기영 | 김주하 | 2002년 1월 1일 ~ 2006년 3월 3일      | [ 11 ]        |       |
| 26대 | 엄기영 | 박혜진 | 2006년 3월 6일 ~ 2007년 11월 30일    |               |       |
| 27대 | 김성수 | 박혜진 | 2007년 12월 3일 ~ 2008년 3월 21일    |               |       |
| 28대 | 신경민 | 박혜진 | 2008년 3월 24일 ~ 2009년 4월 24일    | [ 12 ]        |       |
| 29대 | 권순표 | 이정민 | 2009년 4월 27일 ~ 2010년 4월 2일     |               |       |
| 30대 | 권재홍 | 이정민 | 2010년 4월 5일 ~ 2011년 4월 6일      | [ 14 ] [ 15 ] |       |
| 30대 | 권재홍 | 배현진 | 2011년 4월 7일 ~ 2013년 11월 15일    | [ 17 ]        |       |
| 31대 | 박상권 | 김소영 | 2013년 11월 18일 ~ 2014년 5월 9일    | [ 18 ]        |       |
| 32대 | 박용찬 | 배현진 | 2014년 5월 12일 ~ 2015년 11월 6일    | [ 20 ] [ 21 ] |       |
| 33대 | 이상현 | 배현진 | 2015년 11월 9일 ~ 2017년 12월 25일   | [ 22 ]        |       |
| 34대 | 박성호 | 손정은 | 2017년 12월 26일 ~ 2018년 7월 13일   | [ 24 ]        |       |
| 35대 | 왕종명 | 이재은 | 2018년 7월 16일 ~ 2022년 2월 25일    | [ 26 ]        |       |
| 36대 | 성장경 | 이재은 | 2022년 2월 28일 ~ 2024년 5월 3일     |               |       |
| 37대 | 성장경 | 김수지 | 2024년 5월 6일 ~ 2024년 5월 17일     |               |       |
| 38대 | 조현용 | 김수지 | 2024년 5월 20일 ~ 현재               | [ 27 ] [ 28 ] |       |

### 주말
| 대수 | 진행자 | 진행자 | 진행 기간                           | 비고          |
| 대수 | 남성   | 여성   | 진행 기간                           | 비고          |
| ---- | ------ | ------ | ----------------------------------- | ------------- |
| 1대  | 차인태 | 빈칸   | 1984년 10월 22일 ~ 1987년 2월 28일  |               |
| 2대  | 손석희 | 빈칸   | 1987년 3월 1일 ~ 1989년 4월 16일    |               |
| 3대  | 추성춘 | 빈칸   | 1989년 4월 22일 ~ 1989년 8월 27일   | [ 29 ]        |
| 4대  | 구본홍 | 빈칸   | 1989년 9월 2일 ~ 1989년 10월 29일   |               |
| 5대  | 김동진 | 빈칸   | 1989년 11월 4일 ~ 1989년 11월 19일  |               |
| 6대  | 이상열 | 빈칸   | 1989년 11월 25일 ~ 1991년 10월 20일 |               |
| 7대  | 이상열 | 김은주 | 1991년 10월 26일 ~ 1992년 5월 17일  |               |
| 8대  | 정길용 | 김은주 | 1992년 5월 23일 ~ 1993년 4월 11일   |               |
| 9대  | 정길용 | 최율미 | 1992년 9월 12일 ~ 1993년 4월 11일   |               |
| 10대 | 신경민 | 정혜정 | 1993년 4월 17일 ~ 1994년 9월 10일   | [ 30 ]        |
| 11대 | 정동영 | 김은주 | 1994년 9월 11일 ~ 1996년 1월 7일    | [ 32 ]        |
| 12대 | 조정민 | 김은주 | 1996년 1월 13일 ~ 1996년 11월 10일  |               |
| 13대 | 조정민 | 이주연 | 1996년 8월 24일 ~ 1996년 11월 10일  |               |
| 14대 | 권재홍 | 최율미 | 1996년 11월 16일 ~ 1997년 10월 5일  | [ 33 ]        |
| 15대 | 권재홍 | 박나림 | 1997년 10월 11일 ~ 1998년 4월 19일  |               |
| 16대 | 권재홍 | 김은주 | 1998년 4월 25일 ~ 1998년 9월 13일   | [ 34 ]        |
| 17대 | 권재홍 | 박영선 | 1998년 9월 19일 ~ 1999년 12월 26일  |               |
| 18대 | 권재홍 | 최율미 | 2000년 1월 1일 ~ 2000년 5월 27일    | [ 35 ] [ 36 ] |
| 19대 | 박광온 | 최율미 | 2000년 5월 13일 ~ 2002년 1월 13일   |               |
| 20대 | 김세용 | 최율미 | 2002년 1월 19일 ~ 2002년 6월 30일   |               |
| 21대 | 김세용 | 정혜정 | 2002년 7월 6일 ~ 2003년 4월 27일    | [ 37 ]        |
| 22대 | 김상수 | 정혜정 | 2003년 5월 3일 ~ 2003년 10월 5일    |               |
| 23대 | 최일구 | 최윤영 | 2003년 10월 11일 ~ 2004년 10월 3일  |               |
| 24대 | 최일구 | 박혜진 | 2004년 10월 9일 ~ 2005년 3월 13일   |               |
| 25대 | 연보흠 | 박혜진 | 2005년 3월 19일 ~ 2007년 3월 11일   |               |
| 26대 | 연보흠 | 서현진 | 2006년 3월 4일 ~ 2007년 3월 11일    |               |
| 27대 | 빈칸   | 김주하 | 2007년 3월 17일 ~ 2008년 3월 23일   |               |
| 28대 | 김세용 | 손정은 | 2008년 3월 29일 ~ 2009년 4월 26일   |               |
| 29대 | 왕종명 | 손정은 | 2009년 5월 2일 ~ 2010년 6월 6일     |               |
| 30대 | 왕종명 | 배현진 | 2010년 6월 12일 ~ 2010년 10월 31일  |               |
| 31대 | 최일구 | 배현진 | 2010년 11월 6일 ~ 2011년 4월 3일    |               |
| 32대 | 최일구 | 문지애 | 2011년 4월 9일 ~ 2012년 5월 6일     |               |
| 33대 | 정연국 | 양승은 | 2012년 5월 12일 ~ 2012년 6월 17일   |               |
| 34대 | 최대현 | 양승은 | 2012년 6월 23일 ~ 2012년 10월 7일   |               |
| 35대 | 신동호 | 양승은 | 2012년 10월 7일 ~ 2013년 3월 17일   |               |
| 36대 | 신동호 | 김소영 | 2013년 3월 23일 ~ 2013년 6월 23일   |               |
| 37대 | 박용찬 | 김소영 | 2013년 6월 29일 ~ 2013년 11월 17일  |               |
| 38대 | 도인태 | 강다솜 | 2013년 11월 23일 ~ 2014년 5월 11일  |               |
| 39대 | 박상권 | 이정민 | 2014년 5월 17일 ~ 2016년 12월 11일  |               |
| 40대 | 이준희 | 정다희 | 2016년 12월 17일 ~ 2017년 6월 11일  |               |
| 41대 | 천현우 | 박연경 | 2017년 6월 17일 ~ 2017년 8월 13일   |               |
| 42대 | 천현우 | 김수지 | 2017년 8월 19일 ~ 2017년 12월 24일  | [ 43 ]        |
| 43대 | 빈칸   | 김수진 | 2017년 12월 30일 ~ 2019년 7월 21일  |               |
| 44대 | 김경호 | 강다솜 | 2019년 7월 27일 ~ 2020년 6월 28일   | [ 46 ]        |
| 45대 | 김경호 | 김초롱 | 2020년 7월 4일 ~ 2021년 2월 27일    |               |
| 46대 | 빈칸   | 이지선 | 2022년 3월 5일 ~ 2024년 4월 14일    | [ 47 ]        |
| 47대 | 빈칸   | 김수지 | 2024년 4월 20일 ~ 2024년 5월 19일   |               |
| 48대 | 빈칸   | 김초롱 | 2024년 5월 25일 ~ 2025년 1월 19일   | [ 48 ] [ 49 ] |
| 49대 | 김경호 | 김초롱 | 2025년 1월 25일 ~ 현재              | [ 50 ] [ 51 ] |

## 기상 캐스터

### 평일
- 금채림 MBC 기상 캐스터

### 주말
- 김가영 MBC 기상 캐스터

## 코너

### 방영 코너

#### 평일
| 코너명         | 진행자                       | 비고 |
| -------------- | ---------------------------- | ---- |
| 제보는 MBC     |                              |      |
| 집중취재 M     |                              |      |
| 현장검증       |                              |      |
| 알고보니       | 이준범 기자                  |      |
| MBC 스포츠뉴스 | 정영한 아나운서              |      |
| MBC 날씨       | 금채림 기상 캐스터           |      |
| 클로징         | 조현용 기자, 김수지 아나운서 |      |

#### 제보는 MBC
제보 뉴스 코너.

#### 집중취재 M
심층 뉴스 코너.

#### 현장검증
점검 뉴스 코너.

#### 알고보니
팩트 체크 뉴스 코너. 이준범 기자가 진행한다.

#### MBC 날씨
기상 정보 코너.

#### 주말
| 코너명         | 진행자                       | 비고 |
| -------------- | ---------------------------- | ---- |
| 제보는 MBC     |                              |      |
| 집중취재 M     |                              |      |
| 통일전망대     |                              |      |
| 현장 36.5      | 김초롱 아나운서              |      |
| MBC 스포츠뉴스 | 강다은 아나운서              |      |
| MBC 날씨       | 김가영 기상 캐스터           |      |
| 클로징         | 김경호 기자, 김초롱 아나운서 |      |

#### 제보는 MBC
제보 뉴스 코너.

#### 집중취재 M
심층 뉴스 코너.

#### 통일전망대
북한 뉴스 코너.

#### 현장 36.5
사회 공헌 뉴스 코너. 김초롱 아나운서가 진행한다.

#### MBC 날씨
기상 정보 코너.

### 종영 코너

#### 평일
| 코너명              | 진행자      | 비고 |
| ------------------- | ----------- | ---- |
| MBC 뉴스데스크 예고 |             |      |
| 오늘의 주요 뉴스    |             |      |
| 증권 동향           |             |      |
| 현장 검증           | 조국현 기자 |      |
| 바로 간다           |             |      |
| 정치적 참견 시점    | 왕종명 기자 |      |
| 특파원이 간다       |             |      |
| 아시아 임팩트       |             |      |

#### 주말
| 코너명              | 진행자 | 비고 |
| ------------------- | ------ | ---- |
| MBC 뉴스데스크 예고 |        |      |
| 오늘의 주요 뉴스    |        |      |
| 특파원이 간다       |        |      |
| 주말 N 문화 톡      |        |      |
| 아시아 임팩트       |        |      |

## 시청률
1980년대부터 1990년대 초반까지, 종합 뉴스 프로그램인 《MBC 뉴스데스크》는 시청률 1위를 기록하며 국민적인 뉴스 프로그램으로 자리매김하였다. 1990년대 초반에는 연간 평균 시청률이 30%대를 유지하였으며, 1990년대 중후반에 시청률이 20%대로 하락하였고, 2000년대 초중반에는 10%대를 기록하였으나, 2000년대 중후반 이르러서는, 시청률이 급격히 감소하는 추세를 보이기 시작하였다.
| 14.1% | 15.6% | 13.4% | 14.1% | 11.3% | 9.0% | 9.7% | 9.2% | 9.5% | 9.3% | 9.8% | 6.5% | 4.0% |

## 역대 스튜디오

### 정동 시대
1970년대 당시에는 회색 또는 파란색 계열의 단색 배경이 주로 사용되었으며, 방송 프로그램의 로고는 화면의 좌측 또는 우측 상단에 고정된 형태로 표시되었다.
1980년 12월 22일 컬러 방송의 도입과 함께 스튜디오는 기술적·시각적으로 중요한 전환점을 맞이하여, 이전의 단조로운 흑백 환경에서 벗어나 보다 현대적이고 세련된 디자인과 첨단 기술이 반영된 형태로 변화하였다.

### 여의도 시대
1984년 10월부터 1989년 5월 31일까지 뒷 배경으로 텔레비전 모니터들이 보여졌으나, 같은해 6월 1일부터 10월 29일까지 우주에서 본 지구의 모습을 배경으로 만들었고 1989년 10월 30일부터 11월 5일까지는 모니터가 비치는 모습을 배경으로 만들었으며, 1989년 11월 6일부터 1993년 4월 11일까지 뒷 배경에 세계 지도를 넣기 시작했다. 비슷한 시기에 방송된 뉴스센터는 뉴스데스크와의 차별성을 두기 위해 뉴스데스크 세트를 이용해 뒤에 인공위성이 떠있고 대한민국을 중심으로 한 지구를 입혔으나, 얼마 안가 판으로 교체했다.
1993년 봄 개편으로 4월 12일부터 청녹색 세계지도로 변경되었고, 같은 해 7월 11일 하루만 서울타워를 배경으로 신경민 앵커가 진행하였고, 다음 날 7월 12일부터 뉴스 스튜디오가 변경되면서 푸른색 세계지도로 교체하고 오른쪽 위에 인공위성을 설치했다.
1994년 4월 22일부터 지구본을 배경으로 변경하였고 1995년 봄 개편으로 4월 17일부터 위쪽에는 텔레비전 모니터, 아래에는 세계지도를 설치했으며 이러한 골격은 1998년 4월 18일까지 사용되었다. 1998년 4월 19일부터 1999년 4월 25일까지는 모니터의 수는 약간 줄었으며 세계지도의 색을 연초록색으로 변경하였다. 1999년 봄 개편으로 4월 26일부터 다시 지구와 인공위성을 배경으로 하였다.
2000년 1월 1일부터 보도 본부가 2층으로 옮겨지면서 전체적으로 뒷 배경은 푸른색의 세계지도를 사용하여 새 단장하여 이전보다 스튜디오가 넓어지고 화려해졌다.
2007년 4월 9일 봄 개편을 맞아 뉴스센터에 대규모 리모델링이 이루어졌다. 이 개편을 통해 서울 시내 전경을 배경으로 활용함과 동시에 뉴스의 헤드라인을 전달하는 수단으로 대형 DLP 큐브 스크린이 설치되었으며, 스튜디오 전체는 갈색 계열의 디자인으로 전면 개편되었다.
2008년 4월 24일에는 뉴스센터 좌측에 또 하나의 대형 DLP 큐브가 추가로 설치되었고, 2010년 5월 21일에는 앵커 데스크의 디자인이 개선되었다. 같은 해 11월 1일에는 뉴스센터의 전체 배경 색상을 파란색 계열로 새롭게 변경함으로써, 보다 현대적이고 시각적으로 세련된 분위기를 조성하였다.
2011년 11월 1일 뉴스센터는 앵커데스크의 디자인을 정사각형 형태로 변경하고, 스튜디오 전반에 걸쳐 전면적인 리모델링을 단행하였다.
2012년 7월 27일에는 2012 런던올림픽 개막 특집을 맞아, 뉴스센터를 다시 한 번 대폭 리모델링하였다. 이 과정에서 앵커데스크는 정오각형 구조로 재설계되었으며, 기존 DLP 큐브는 3차원 LED DLP 시스템으로 교체되어 설치되었다.
새롭게 도입된 DLP 화면에는 주요 이슈와 관련된 이미지 또는 지구본 형태를 응용한 파란색 계열의 멀티미디어 배경이 활용되어, 보다 생동감 있고 시각적인 뉴스 전달이 가능하도록 구성되었다.

### 상암 시대
2014년 8월 4일부터 상암동 신사옥에서의 방송이 시작되면서, 뉴스 스튜디오에는 스크린과 증강현실 그래픽이 도입되었다. 3면 연동 구조의 디스플레이 가운데에는 95인치 LED TV 3대가 나란히 배치되어 있으며, 한쪽에는 55인치 TV 10대를 이어붙인 대형 화면이 설치되어 있다. 이외에도 초대형 DLP 화면이 설치되어 고해상도 화면 구성이 가능할 수 있다.
스튜디오 내부에는 360도 회전이 가능한 카메라가 설치되어 있으며, 1층과 2층에 마련된 무선 레일을 따라 이동하면서 전체 공간을 촬영할 수 있다. 투명 아크릴 원기둥 위에 실시간으로 영상 및 그래픽을 표시하거나, 빈 공간에 증강현실 그래픽을 구현하는 방식이 적용되었다. 이러한 구성을 통해 시각적 정보 전달이 가능해졌다.
2023년 6월 26일부터 새롭게 개편된 스튜디오에서는 증강현실 그래픽이 제외되고, 버티컬 LED 스크린이 도입되었다. 벽면에는 서울의 야경을 배경으로 한 대형 디지털 스크린이 설치되었으며, 천장에는 원형 LED 조명 장치가 설치되어 있다. 바닥 조명과 측면 디자인에는 디지털 인터페이스가 적용되어 있으며, 그래픽 라인이 강조된 구성이 이루어졌다.

## 시그널 변천사

### 오프닝
1970년 개국 당시부터 1976년 4월까지 MBC 뉴스데스크의 오프닝 시그널은 신문 윤전기 소리였다. 이후 1976년부터 1980년까지는 스트라빈스키의 〈봄의 제전〉 서곡이 사용되었으며, 1981년부터 1988년 8월까지는 토미타 이사오의 〈목성〉이 오프닝 음악으로 채택되었다. 이 곡은 이후 MBC 스포츠뉴스와 MBC 뉴스에서도 사용되었으나, 1993년 이후로는 완전히 폐기되었다.
1989년부터 1991년 4월 21일까지는 또 다른 음악이 사용되었고, 1991년 4월 22일부터는 작곡가 임택수가 작곡한 내림 나장조의 새로운 시그널 음악이 도입되었다. 이 곡은 처음에는 첫 부분만 사용되었으며, 제공 자막이 나올 때는 기존의 신문 윤전기 소리가 여전히 삽입되었다.
1993년 10월 18일부터는 오프닝 앞부분에 효과음이 추가되었고, 제공 자막 시에는 느린 윤전기 소리가 삽입되었다. 특히 내림 나장조 곡의 후반부는 1991년에 한 차례 중간 오프닝으로 사용된 적이 있으나, 1993년 10월 22일 방송분부터 본격적으로 삽입되면서 대중적으로 널리 알려지게 되었다. 이 음악은 1998년 4월 19일까지 사용되었으며, 도입부는 이후에도 예고 방송 등에 활용되었다.
1998년 4월 20일부터는 IMF 경제위기의 여파로 음악이 전면 개편되었고, 주요 뉴스 삽입 구조와 함께 중간 시그널도 변경되었다. 이 버전은 1999년 12월 30일까지 유지되었으며, 같은 해 1월 7일에 제공 자막 음악이 한 차례 바뀌었다가, 2월부터는 다시 기존 음악으로 환원되었다. 이후 1999년 12월 31일부터는 보다 웅장한 스타일의 새로운 시그널이 도입되었다.
2000년 7월에는 음악에 약간의 조정이 있었으나, 곧 원래 버전으로 돌아갔다. 2001년 1월 1일에는 느린 템포의 두 번째 리메이크 버전이 공개되었으나, 사내의 혹평을 받아 일주일 만에 철회되었다. 이에 따라 2001년 1월 8일부터 2월 4일까지는 기존 1993년 10월 버전을 일부 편집하여 다시 사용하였고, 2001년 2월 5일부터는 두 번째 리메이크 곡의 완전 변경판이 도입되었다. 이 곡은 이후 MBC 뉴스데스크를 대표하는 시그널로 자리매김하였으며, MBC 뉴스에서도 사용되었다.
이 시그널은 2012년 7월 26일까지 유지되었고, 다음 날인 7월 27일에는 디지털로 편곡된 세 번째 리메이크 버전이 공개되었으나, 일부 음향 문제로 인해 곧 철회되었다. 이후 일부 수정을 거쳐 2014년 8월 3일까지 사용되었다.
그러나 2014년 8월 4일 상암동 MBC 시대가 개막하면서 완전히 새로운 CG와 시그널이 도입되었고, 이는 이전 20여 년간 사용되었던 시그널과 전혀 관련이 없는 새로운 음악이었다. 이와 별개로, 뉴스 24에 사용되던 기존 MBC 뉴스데스크 시그널(2001년 ~ 현재)은 변경되었으며, 현재는 MBC 5시 뉴스와 경제, MBC 정오뉴스, MBC 뉴스 25 등의 프로그램 엔딩에만 사용되고 있다.
문화방송 노조 파업이 종료된 이후, 2017년 12월 26일부터 MBC 뉴스데스크의 시그널이 환원되었고, 이와 함께 디지털로 편곡된 네 번째 리메이크 버전이 공개되었다. 이때부터 제공 자막 구간에는 기존의 신문 윤전기 소리 대신 새로운 음악이 삽입되었다.
2020년부터 제공 자막 구간에 2001년 2월 버전의 시그널을 일부 편집하여 다시 사용하기 시작하였다. 이후 2023년 6월 26일에는 상암동 MBC 본사 건물을 배경으로 한 다섯 번째 리메이크 버전의 시그널이 공개되었으며, 제공 자막 구간에는 원래와 같이 새로운 음악이 다시 삽입되었다.

### 엔딩
1993년 4월 11일까지 MBC 뉴스데스크의 엔딩 시그널은 신문 윤전기 소리로 마무리되었다. 1993년 4월 12일 방송부터는 장 미셸 자르(Jean-Michel Jarre)의 〈Equinoxe IV〉가 엔딩 음악으로 도입되어, 1997년 6월까지 사용되었다.
이후 1997년 7월부터는 기존 내림 나장조 곡의 후반부를 엔딩 시그널로 사용하였으며, 이는 1998년까지 이어졌다. 또한, 과거 MBC 뉴스센터의 엔딩 음악이 1997년에 잠시 사용되었다가, 1998년 4월 20일 방송분부터 본격적으로 도입되어 1999년 12월 30일까지 유지되었다.
1999년 12월 31일부터 현재 YTN의 엔딩 시그널로도 사용되고 있는 음악이 채택되었고, 이 곡은 2001년 2월 4일까지 사용되었다. 이후 2001년 2월 5일부터는 두 번째 리메이크 곡의 후반부가 엔딩 시그널로 도입되었으며, 이 음악은 2014년 8월 3일까지 사용되었다가, 2017년 12월 26일부터 시간대의 MBC 뉴스에서는 여전히 해당 곡이 사용되고 있다.
2014년 8월 4일부터 오프닝과 동일한 시그널이 엔딩에도 함께 사용되기 시작하며, 완전히 새로운 체계가 정립되었다가, 2017년 12월 25일까지이었다.

## 타이틀 변천사
| 기수 | 프로그램 타이틀 | 방송 기간                          |
| ---- | --------------- | ---------------------------------- |
| 1기  | MBC 뉴스데스크  | 1970년 10월 5일 ~ 1976년 4월 22일  |
| 2기  | MBC 뉴스의 현장 | 1976년 4월 23일 ~ 1980년 12월 14일 |
| 3기  | MBC 뉴스데스크  | 1980년 12월 15일 ~ 현재            |

## 지역 방송국 프로그램
- 월요일부터 목요일 오후 8시 30분, 금요일, 일요일은 오후 8시 10분, 토요일 오후 8시 15분부터 지역 뉴스를 방송·편성한다.
- 안동MBC TV(DMB TV에서는 대구 프로그램 편성), 포항MBC TV(DMB TV에서는 대구 프로그램 편성)는 주말에는 지역 뉴스를 방송·편성하지 않고 평일에 지역 뉴스를 방송·편성한다.
- 춘천MBC TV, MBC 강원영동 TV(DMB TV에서는 춘천 프로그램 편성), 원주MBC TV(DMB TV에서는 춘천 프로그램 편성), MBC 경남 TV(DMB TV에서는 부산 프로그램 편성), 울산MBC TV(DMB TV에서는 부산 프로그램 편성), 목포MBC TV(DMB TV에서는 광주 프로그램 편성), 여수MBC TV(DMB TV에서는 광주 프로그램 편성), 전주MBC TV(DMB TV에서는 광주 프로그램 편성), MBC 충북 TV(DMB에서는 대전 프로그램 편성)는 토요일에는 지역 뉴스를 방송·편성하지 않고 일요일에 지역 뉴스를 방송·편성한다.

| 방송 채널                                        | 방송 권역                          | 프로그램                                | 평일 진행자                              | 주말 진행자          |
| ------------------------------------------------ | ---------------------------------- | --------------------------------------- | ---------------------------------------- | -------------------- |
| 원주MBC TV(DMB TV에서는 춘천 프로그램 편성)      | 강원특별자치도                     | MBC 뉴스데스크 원주                     | 변정연                                   | 일요일 : 박지현      |
| MBC 강원영동 TV(DMB TV에서는 춘천 프로그램 편성) | 강원특별자치도                     | MBC 뉴스데스크 강원                     | 성스리                                   | 일요일 : 원주 수중계 |
| 춘천MBC TV                                       | 강원특별자치도                     | MBC 뉴스데스크 강원                     | 박지은                                   | 일요일 : 원주 수중계 |
| 대전MBC TV                                       | 대전광역시 세종특별자치시 충청남도 | MBC 뉴스데스크 대전·세종·충남           | 남유식, 박선진                           | 무작위               |
| MBC 충북 TV(DMB TV에서는 대전 프로그램 편성)     | 충청북도                           | MBC 뉴스데스크 충북                     | 김희수                                   | 일요일 : 권미정      |
| 부산MBC TV                                       | 부산광역시                         | MBC 뉴스데스크 부산                     | 강민경                                   | 무작위               |
| MBC 경남 TV(DMB TV에서는 부산 프로그램 편성)     | 경상남도                           | MBC 뉴스데스크 경남                     | 윤동현                                   | 일요일 : 무작위      |
| 울산MBC TV(DMB TV에서는 부산 프로그램 편성)      | 울산광역시                         | MBC 뉴스데스크 울산                     | 김연경                                   | 일요일 : 무작위      |
| 대구MBC TV                                       | 대구광역시                         | MBC 뉴스데스크 대구·경북                | 오서윤                                   | 무작위               |
| 안동MBC TV(DMB TV에서는 대구 프로그램 편성)      | 경상북도                           | MBC 뉴스데스크 경북                     | 허환구, 송나영                           | 본사 수중계          |
| 포항MBC TV(DMB TV에서는 대구 프로그램 편성)      | 경상북도                           | MBC 뉴스데스크 포항·경주·영덕·울진·울릉 | 신윤아                                   | 본사 수중계          |
| 광주MBC TV                                       | 광주광역시                         | MBC 뉴스데스크 광주·전남                | 노소정                                   | 류권형               |
| 목포MBC TV(DMB TV에서는 광주 프로그램 편성)      | 전라남도                           | MBC 뉴스데스크 목포·전남                | 임사랑                                   | 일요일 : 무작위      |
| 여수MBC TV(DMB TV에서는 광주 프로그램 편성)      | 전라남도                           | MBC 뉴스데스크 전남동부권               | 월요일 ~ 목요일 : 박성언 금요일 : 유민호 | 일요일 : 무작위      |
| 전주MBC TV(DMB TV에서는 광주 프로그램 편성)      | 전북특별자치도                     | MBC 뉴스데스크 전북권뉴스               | 조수영, 정다윤                           | 일요일 : 무작위      |
| 제주MBC TV                                       | 제주특별자치도                     | MBC 뉴스데스크 제주                     | 정유진                                   | 무작위               |

## 시보
뉴스가 시작되기 직전에 등장하는 9시 시보는 1981년부터 1985년 12월 31일까지 오리엔트시계 시보 광고를 맡았으며, 1986년부터 1988년 2월 14일까지 대우전자(現 위니아대우) 광고주였으며, 1988년 이후부터는 대부분 삼성과 관련된 광고가 방송되고 있다. 1990년대 중반까지는 SWC(돌체, 카파, 론진, 롤라이) 등의 브랜드가 주를 이루었고, 1990년대 후반부터 휴대전화 보급이 본격화되면서 삼성전자의 애니콜 광고가 시보에 자주 등장하고 있다.
시보음은 1970년대부터 1999년까지 MBC 라디오와 동일한 시보음을 사용했으나, 2000년부터 MBC 표준 FM 라디오와 동일한 시보음을 사라졌고 자체 시보음을 채택하고 있다. 대부분 '도–도–높은 도'로 이어지는 3초 시보가 사용되며, 2007년에는 '아홉시!'라는 음성 멘트가 삽입된 독특한 시보도 방송된 바 있다.
2008년 중반 이후부터는 시보 광고주인 삼성전자 애니콜의 슬로건 "Talk, Play, Love"를 주제로 다양한 형식의 시보가 방송되었다.
2010년 이후에는 스마트폰 보급이 본격화되면서 삼성전자의 갤럭시 시리즈를 중심으로 한 시보 광고가 등장하기 시작하였다. 이는 애니콜 브랜드 이후 스마트폰 중심의 제품 홍보 전략 변화에 따른 것이며, 갤럭시 S 시리즈와 갤럭시 Z 시리즈, 갤럭시 탭 시리즈 연계된 영상이 시보에 활용되며 브랜드 인지도를 강화하는데 기여하였다.
2023년부터 삼성전자 브랜드 이미지를 강조하기 위한 홍보 영상을 방영하고 있다.
| 기간                                | 시보 광고주                              |
| ----------------------------------- | ---------------------------------------- |
| 1981년 일자 미상 ~ 1985년 12월 31일 | 오리엔트시계 (또는 뉴스데스크 자체 시보) |
| 1986년 1월 1일 ~ 1988년 2월 14일    | 위니아대우 (대우전자)                    |
| 1988년 2월 15일 ~ 1997년 8월 31일   | SWC (삼성시계)                           |
| 1997년 9월 1일 ~ 2011년 4월 27일    | 삼성전자 (삼성 애니콜)                   |
| 1998년 5월 20일 ~ 1998년 6월 20일   | 삼성전자 (삼성TV 명품플러스원)           |
| 2011년 4월 28일 ~ 현재              | 삼성전자                                 |

## 수상
- 2022년 제49회 한국방송대상 뉴스보도부문 작품상 (공군 성폭력 사망 은폐 사건 편)
- 2022년 제49회 한국방송대상 보도기자부문 개인상 (김민욱 기자)

## 특이 사항
- 대한민국의 최초 메인뉴스 프로그램이다.
- 1980년 12월 22일에 컬러방송을 개시하였다.
- 1981년 12월 3일 문화방송 창립 20주년 기념 특별 프로그램으로, 아시아 및 유럽·미국의 대표적인 보도 프로그램을 취재한 내용을 방송하였다.
  - 제1장 미국 편에서는 ABC 《월드 뉴스 투나잇》, 제2장 일본 편에서는 NHK 《뉴스센터 9시》와 후지TV 《FNN 뉴스레포트 6:00》, 제3장 프랑스 편에서는 TF1 《20시 뉴스》의 취재 과정을 다루고 있다.
- 1988년 8월 4일에 해당 프로그램 방송 중 갑작스럽게 한 괴한이 스튜디오에 난입하여 "시청자 여러분, 제 귀에 도청 장치가 있습니다"라고 두 차례 외쳤고, 그 장면은 경비원에 의해 퇴장당할 때까지 수 초간 전파를 탔다. 이 사건은 도청장치 방송사고로 불리며, 이후 해당 괴한은 정신병 판정을 받아 석방되었다.
- 1999년 2월 12일부터 청각장애인용 자막방송을 정식으로 도입되었다.
- 2005년 8월 15일에 방송된 프로그램에서는 일본군 731부대를 특집으로 다뤘으나, 홍콩 영화 《흑태양 731》에 등장하는 생체 실험 장면을 흑백 처리한 영상으로 삽입하고, 과도하게 반일적인 보도로 여론을 조작했다는 비판을 국내에서 받았다.
- 2006년 5월 4일부터 HD 카메라가 도입되어, 고화질의 HD 영상을 시청할 수 있게 되었다.
- 2020년 8월 31일부터 수어 통역 방송을 정식으로 도입되었다.
- 다시보기 서비스는 데이터베이스를 구축하여, 1987년 2월 3일 방송부터 무료로 시청하실 수 있다. 1987년 이전 방송분의 경우, 일부 테이프는 보존 상태 문제로 폐기되었으며, 1980년대 초중반의 자료는 일부만 현존한다.
  - 1980년대과 1990년대 원본 상태로 인해, 화질 및 음질이 고르지 못한 부분이 있다.
  - 1992년 방송분 일부는 원본 테이프의 특성상 화면이 어둡고 선명하지 않을 수 있다.
- 2002년부터 테마 색상은 짙은 남색으로 설정되었다.

## 경쟁 프로그램
- KBS 뉴스 9 (KBS 1TV)
- SBS 8 뉴스 (SBS TV)
- JTBC 뉴스룸 (JTBC)
- MBN 뉴스7 (MBN)
- MBN 뉴스센터 (MBN)
- TV조선 뉴스 9 (TV조선)
- TV조선 뉴스 7 (TV조선)
- 뉴스A (채널A)
- YTN 뉴스NIGHT (YTN)
- 뉴스투나잇 (연합뉴스TV)